# Cromarty
Cromarty är en ort i Storbritannien.   Den ligger i kommunen Highland och riksdelen Skottland, i den norra delen av landet, 285 km norr om huvudstaden Edinburgh. Cromarty ligger 10 meter över havet och antalet invånare är 720.
Terrängen runt Cromarty är platt åt nordväst, men österut är den kuperad. Havet är nära Cromarty söderut.  Närmaste större samhälle är Invergordon, 8,0 km väster om Cromarty. 